# Thorhild Widvey
 Der er for få eller ingen kildehenvisninger i denne artikel, hvilket er et problem. Du kan hjælpe ved at angive troværdige kilder til de påstande, som fremføres i artiklen.

Thorhild Widvey (født 9. januar 1956 i Avaldsnes) er en norsk politiker (H). Hun var olie- og energiminister i Regeringen Kjell Magne Bondevik II 2004-2005. Hun var kultur- og kirkeminister i 2013–2015.
Widvey er næstformand i bestyrelserne i Tromsø 2018 og International Research Institute of Stavanger. Hun er også bestyrelsesmedlem i Sjømannskirken og Stiftelsen Offshore Northern Seas og i Bjørge ASA, Reservoir Exploration Technology, Akva Group og Cambi.

## Uddannelse og Karriere
Efter videregående skole studerede Widvey et år ved Idrætshøjskolen Århus.
Hun var stortingsrepræsentant fra Rogaland (1989-97) og var supleant 1985-89. Widvey har været statssekretær i Fiskeriministeriet (juni 2002 – januar 2003) og Udenrigsministeriet (januar 2003). Hun har også siddet i Karmøy kommunestyre og har også deltaget i fylkespolitikken i Rogaland.
Udenom politikken har Widvey blandt andet været viceformand for Norges Handicapidrettsforbund (1985-87). Hun har tidligere været bestyrelsesmedlem i Aker Drilling (fra 18. april 2006).